# Phenacoccus cerasi
Phenacoccus cerasi är en insektsart som beskrevs av Savescu 1985. Phenacoccus cerasi ingår i släktet Phenacoccus och familjen ullsköldlöss.
Artens utbredningsområde är Rumänien. Inga underarter finns listade i Catalogue of Life.